# Kali
|  | No s'ha de confondre amb Cali. |

Kali (en sànscrit काली, en bengalí কালী, en tàmil காளி, IAST Kālī), és una de les deesses principals de l'hinduisme. Kali és una deessa associada a altres deesses com Durga, Bhadrakali, Sati, Rudrani, Parvati i Txamunda. També és la més important de les deu Mahavídies.
És una divinitat molt popular arreu de l'Índia, però especialment a Bengala.

## Etimologia
El nom Kali prové de Kāla, que significa en sànscrit el color negre, temps, i mort. Kāla també n'és un dels noms del déu Xiva i així Kālī, la forma femenina del mateix concepte és la consort de Xiva. A l'antic diccionari sànscrit Shabdakalpadram es troba la dita següent: कालः शिवः । तस्य पत्नीति - काली । kālaḥ śivaḥ / tasya patnīti kālī - "Xiva és Kala, així la seva dona és Kali."

## Significat

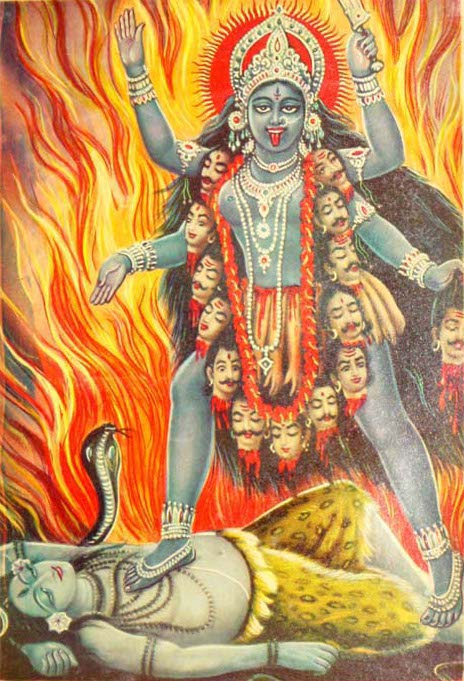
la deessa Kali en un pòster religiós de 1940

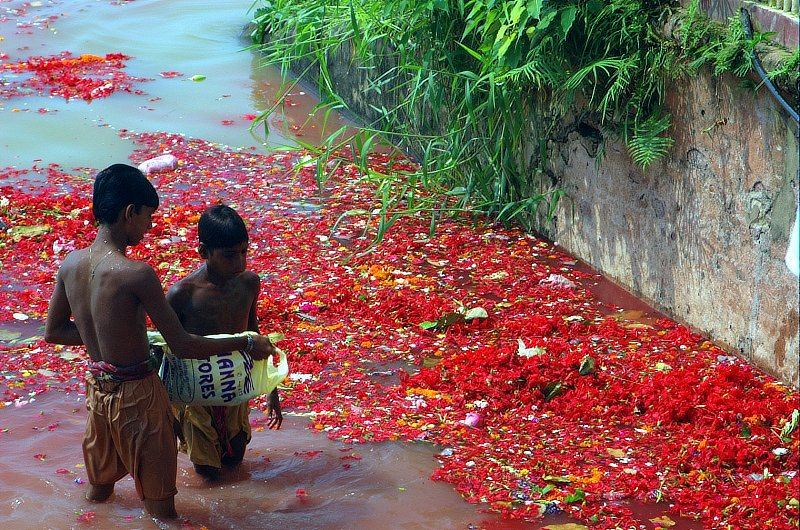
Temple de Kali de Dakxinexvar. Ofrenes de flors d'hibiscus al riu Hugli.

Kali és la divinitat del temps i dels canvis irreversibles i estralls causats per aquest. Kali representa la inevitabilitat de l'arribada del temps i la mort, com en l'expressió "havia arribat la seva hora".
Així Kali encarna l'aniquilació de les empreses terrenes, la futilitat de les vanitats humanes i, en un pla espiritual i filosòfic, la preservació de l'energia eterna. Els moviments xakta presenten la devoció a Kali com "la realitat última" o Brahman. Igual que Xiva, Kali representa la força destructiva necessària per a la regeneració de l'univers i el començament d'un nou cicle de creació, així és qualificada com a Bhavatarini o "redemptora de l'univers". Els devots de Kali la veneren com a deessa mare. Entre els mantres més emprats pels devots cal esmentar Om Krīm Kālyai namaḥ, Om Kapālinaye Namah i Om Hrim Shrim Krim Parameshvari Kalike Svaha.
Tots els hindús veneren i respecten Kali, en major o menor proporció, com un dels aspectes (o com a representació) de la divinitat essencial o Déu. La Mare Teresa tenia un gran respecte pels fidels del temple de Dakxinexvar, el principal temple de Kali a Calcuta que es trobava molt a prop de la seva missió. Una gran part de la poesia i música devocional bengalí està inspirada en la veneració a Kali. Els devots de Kali enfatitzen la presentació de la deessa com a realitat última i el més terrible aspecte de la mare universal. Troben en Kali l'únic consol durant els temps difícils i en els moments d'enfrontar-se amb les crues realitats i desgràcies de la vida. Entre els devots de Kali més coneguts cal esmentar Ramprasad Sen (1718–75), Ramakrixna (1836 - 1886) i Sarada Devi (1853 - 1920).

## Iconografia
Kali es representa sense roba, amb els cabells desfets i bufats pel vent en un camp on es cremen els difunts sota un cel crepuscular roig. Rere ella hom veu sovint el foc de la pira funerària o foguera on es cremen els cossos dels morts. Es troba dempeus, o dansant sobre el seu consort Xiva. Els seus atributs són una espasa i un cap de mort i, quan té quatre braços, una bacina amb sang (kapala) i un trident; sovint duu també una corona. A més porta diversos ornaments corporals fets amb membres de cadàvers. En la forma dita Dasamukhi Mahakali té deu caps, deu braços i deu cames.
Aquesta imatge de la divinitat, molt seriosa i plena de significat per als hindús, fou abhorrent per als invasors musulmans de la plana gangètica i, sovint, difícil de comprendre per part dels colonitzadors europeus durant l'època del Raj Britànic.

## Ofrenes
Entre les ofrenes i sacrificis a Kali que es fan als temples cal esmentar la sang de cabres o galls i les flors vermelles de l'hibiscus.